# Andreas Sassen
Andreas Sassen (ur. 14 stycznia 1968 w Essen, zm. 17 października 2004 tamże) – niemiecki piłkarz, występujący na pozycji pomocnika.

## Kariera piłkarska

### Kariera klubowa
Rozpoczął karierę piłkarską w Schwarz-Weiß Essen, skąd w 1990 przeszedł do Bayer Uerdingen. Latem 1993 podpisał kontrakt z Hamburger SV, występującej w Bundeslidze. Latem 1994 Hamburger SV anulował kontrakt z piłkarzem. W maju 1995 zmienił klub na ukraiński Dnipro Dniepropetrowsk, w barwach którego 12 maja 1995 zadebiutował w Wyższej lidze. Był pierwszym niemieckim piłkarzem w mistrzostwach Ukrainy. We wrześniu 1995 pożegnał się z ukraińskim klubem. Podpisał kontrakt z drugoligowym SG Wattenscheid 09. Po zakończeniu sezonu został bez klubu. Potem występował w Schwarz-Weiß Essen. Zakończył karierę piłkarską w wieku 30 lat. Zmarł 17 października 2004.

### Kariera reprezentacyjna
W latach 80. XX wieku występował w juniorskich reprezentacjach RFN.

## Sukcesy i odznaczenia

### Sukcesy klubowe
- brązowy medalista Mistrzostw Ukrainy: 1995